# Cimarron City (serie televisiva)
Cimarron City è una serie televisiva statunitense in 26 episodi trasmessi per la prima volta nel corso di una sola stagione dal 1958 al 1959.
È una serie del genere western ambientata a Cimarron City, Oklahoma.

## Trama
Matt Rockford è il figlio del fondatore di Cimarron City, in Oklahoma, di cui è stato anche sindaco, ed è un allevatore di bestiame. Lo sceriffo locale è Lane Temple, che Matt aiuta a mantenere l'ordine in città tra notevoli difficoltà e nemici di ogni genere.
Tra i personaggi regolari vi è anche Beth Purcell, proprietaria di un motel.

## Personaggi e interpreti
- Matt Rockford (26 episodi, 1958-1959), interpretato da George Montgomery.
- Sceriffo Lane Temple (26 episodi, 1958-1959), interpretato da John Smith.
- Beth Purcell (21 episodi, 1958-1959), interpretata da Audrey Totter.
- Tiny Budinger (15 episodi, 1958-1959), interpretato da Dan Blocker.
- Dody Hamer (11 episodi, 1958-1959), interpretato da Pete Dunn.
- Silas Perry (10 episodi, 1958-1959), interpretato da Tom Fadden.
- Dottor Sam Hodges (7 episodi, 1958-1959), interpretato da Dennis McCarthy.
- Frank il barista (7 episodi, 1958-1959), interpretato da Nesdon Booth.
- Jesse Williams (6 episodi, 1958-1959), interpretato da George Dunn.
- Jed Fame (6 episodi, 1958-1959), interpretato da Wally Brown.
- Sceriffo Art Sampson (5 episodi, 1958-1959), interpretato da Stuart Randall.
- Alice Purdy (5 episodi, 1958-1959), interpretata da Claire Carleton.

### Altri interpreti e guest star
Earl Hansen (4 episodi), Fred Sherman (4), Jason Robards Sr. (3), John Harmon (3), Don Megowan (2), Rodney Bell (2), Addison Richards (2), Selmer Jackson (2), Leonard P. Geer (2), Chuck Roberson (2), Walter Coy (2), Terence de Marney (2), Sandy Sanders (2), Boyd Stockman (2), Carol Henry (2), Boyd 'Red' Morgan (2), John Baragrey (1), Eduard Franz (1), John McIntire (1), Rita Moreno (1), Everett Sloane (1), Nick Adams (1), Kathleen Crowley (1), Linda Darnell (1), Dan Duryea (1), Tim Hovey (1), Fred MacMurray (1), Dorothy Malone (1), Gary Merrill (1), Elizabeth Montgomery (1), J. Carrol Naish (1), William Talman (1), Diane Brewster (1), Olive Carey (1), John Carradine (1), George Dolenz (1), Tom Drake (1), Robert Fuller (1), Peter Graves (1), Debra Paget (1), Dorothy Provine (1), Gloria Talbott (1), Mike Connors (1), John Dehner (1), Glenda Farrell (1), Richard Jaeckel (1), Barbara Lawrence (1), June Lockhart (1), Ken Mayer (1), Larry Pennell (1), Robin Riley (1), Dean Stockwell (1), Rachel Ames (1), Brad Dexter (1), Gregg Palmer (1), Tom Pittman (1), Grant Richards (1), Lee Van Cleef (1), John Banner (1), Edgar Buchanan (1), Gary Hunley (1), Linda Leighton (1), Luana Patten (1), William Phipps (1), Harold J. Stone (1), Robert J. Wilke (1), Jean Willes (1), Luana Anders (1), Robert Armstrong (1), Robert Barrat (1), Daria Massey (1), Isabel Randolph (1), Pernell Roberts (1), Randy Stuart (1), Richard Travis (1), John Beradino (1), Charles Cooper (1), Jonathan Haze (1), John Litel (1), Arthur Space (1), Joseph Vitale (1), Malcolm Atterbury (1), Jeanne Bates (1), Terry Becker (1), John Goddard (1), Myron Healey (1), Jonathan Hole (1), James Hong (1), William Henry (1), Pat Hogan (1), Douglas Kennedy (1), Thayer Roberts (1), Walter Sande (1), Kay Stewart (1), Penny Edwards (1), Frank Gerstle (1), George Hamilton (1), Bern Hoffman (1), Keith Richards (1), Lee Roberts (1), Joseph Sargent (1), Lyle Talbot (1), James Anderson (1), Hal Baylor (1), Vivi Janiss (1), Harry Strang (1), Terry Burnham (1), Bob Kline (1), Lewis Martin (1), Jack Reitzen (1), Dan Riss (1), Ethel Shutta (1), Ted White (1), Ian Wolfe (1), Marshall Bradford (1), William Bryant (1), Gary Crutcher (1), George Robotham (1), William Tannen (1), Harry Tyler (1), Edit Angold (1), Mel Gaines (1), John Hart (1), Dennis Moore (1), Curt Barrett (1), Charles J. Conrad (1), William D. Gordon (1), Mary Alan Hokanson (1), John Pelletti (1), Lillian Powell (1), Charles Keane (1), Matt Murphy (1), Paul Sorensen (1), Morgan Woodward (1), Al Baffert (1), Harry Harvey (1), Jack Lambert (1), Ray Teal (1), Rick Vallin (1), Jon Locke (1), Henry Rowland (1), Ed Hinton (1), Olan Soule (1), Patrick Whyte (1), Tom McKee (1), Tom Monroe (1), James Griffith (1), Robert Stevenson (1), David Tomack (1), Richard Warren (1), Hal Smith (1), Georgianna Carter (1), Craig Duncan (1), Robert Riordan (1), John Anderson (1), Charles Seel (1), Claudia Bryar (1), Paul Weber (1), Roy Darmour (1), Raymond Guth (1), Burt Nelson (1), Bart Carlin (1), Bill Williams (1), Ken Hooker (1), Frank J. Scannell (1), Fenton Jones (1), Leonard Nimoy (1), John Baxter (1), Cris Roberts (1), Al Wyatt Sr. (1), Little Arrow (1), Morris Ankrum (1), Larry J. Blake (1), Carleton Carpenter (1), David Leland (1), Robert Lowery (1), Lisa Lu (1), Judi Meredith (1), James Seay (1), Chick Hannan (8), Herman Hack (4), Tom Smith (4), Jack Tornek (2), Jim Bannon (1), Richard Farnsworth (1), Burt Mustin (1), Carlos Romero (1), Dinah Shore (1), Ted Smile (1), George Sowards (1), Bob Steele (1), Mary Stevenson (1), Frank Sully (1), Bob Tetrick (1), Army Archerd (1), Frank Bank (1), Jim Boles (1), Rand Brooks (1), Bill Catching (1), Roy Jenson (1), Norman Leavitt (1), Tom London (1), Bert Madrid (1), Ted Mapes (1), Kermit Maynard (1), Rod McGaughy (1), Frank Mills (1), Jack Perrin (1), Mike Ragan (1), Chick Sheridan (1), Bert Stevens (1), Dick Wilson (1).

## Produzione
La serie fu prodotta da Richard H. Bartlett e Norman Jolley per la Mont Productions e girata nell'Iverson Ranch a Chatsworth e nei Republic Studios a North Hollywood, Los Angeles, in California. Le musiche furono composte sotto la supervisione di Frederick Herbert.

### Registi
Tra i registi sono accreditati:
- Richard Bartlett in 11 episodi (1958-1959)
- John Brahm in 2 episodi (1958-1959)
- Herschel Daugherty in 2 episodi (1958)
- John Meredyth Lucas in 2 episodi (1959)
- Abner Biberman in un episodio (1958)
- Jules Bricken in un episodio (1958)
- Douglas Heyes in un episodio (1958)
- James Neilson in un episodio (1958)
- Jus Addiss in un episodio (1959)
- Jerry Hopper in un episodio (1959)
- Sidney Lanfield in un episodio (1959)
- Christian Nyby in un episodio (1959)

### Sceneggiatori
Tra gli sceneggiatori sono accreditati:
- David Boehm in un episodio (1959)
- Richard Carlyle in un episodio (1959)
- Gene L. Coon in un episodio (1958)
- Robert C. Dennis in un episodio (1959)
- Fenton Earnshaw in un episodio (1958)
- Ernest Haycox in un episodio (1959)
- Douglas Heyes in un episodio (1958)
- Cyril Hume in un episodio (1959)
- Norman Jolley in 8 episodi (1958-1959)
- James Landis in un episodio (1959)
- Trebor Lewis in un episodio (1958)
- David Lord in un episodio (1959)
- James Charles Lynch in un episodio (1958)
- John McGreevey in 2 episodi (1958)
- Lewis Meltzer in un episodio (1959)
- John Meredyth Lucas in un episodio (1959)
- Winston Miller in un episodio (1958)
- Richard Morgan in un episodio (1959)
- E. Jack Neuman in un episodio (1958)
- Dwight Newton in un episodio (1958)
- William Raynor in 2 episodi (1959)
- Lew Richards in un episodio (1958)
- Lou Richards in un episodio (1958)
- Tom Seller in 2 episodi (1959)
- Virginia Spies in un episodio (1959)
- Thomas Thompson in un episodio (1958)
- Leo Townsend in un episodio (1958)
- Halsted Welles in un episodio (1959)
- Ralph Winters in un episodio (1959)

## Distribuzione
La serie fu trasmessa negli Stati Uniti dall'11 ottobre 1958 al 4 aprile 1959 sulla rete televisiva NBC.

## Episodi
| Stagione       | Episodi | Prima TV USA |
| -------------- | ------- | ------------ |
| Prima stagione | 26      | 1958-1959    |